# Huset Welf
Welf var en tysk adelssläkt med stor makt under medeltiden, som genom gifte blev en gren av huset Este. 
Släkten regerade i Braunschweig-Lüneburg 1235–1692, genom kurfurstarna i Kurfurstendömet Braunschweig-Lüneburg och kungariket Hannover 1692–1866 (under tiden 1714–1837 i personalunion med Storbritannien, se Huset Hannover), i Storbritannien och Irland 1714–1901 samt i hertigdömet Braunschweig 1913–1918.
I släkten fanns också hertigar av Sachsen och Bayern och kejsare av Tysk-romerska riket.  
Släkten Welf hade sitt ursprung i två dynastier som hängde samman genom kvinnoled. Den äldre, som är känd sedan 700-talet, hade sina ursprungliga stamgods vid Maas och Mosel och senare i Schwaben. Greve Welf (död cirka 820), som var brorson till kejsar Ludvig den frommes mor, blev morfar till kejsarna Karl den skallige och Karl den tjocke.
Till en annan gren av samma släkt hörde hertig Welf III (död 1055) av Kärnten; med honom dog den äldre dynastin ut på manssidan. Welf III:s syster, Kunigunda, gifte sig med markgreve Alberto Azzo Este och blev mor till hertig Welf I av Bayern (död 1101). Han var farfar till Henrik den stolte av Bayern och Sachsen. Dennes son, Henrik Lejonet, fråntogs 1180 både Bayern och Sachsen. Henrik Lejonet var far till kejsar Otto IV, vars brorson Otto Barnet (1204–1252) blev hertig av Braunschweig-Lüneburg 1235. Från honom härstammade på manssidan kurfurstarna (från 1692) och kungarna (1814–1866) av Hannover och regenterna i Storbritannien 1714–1901.

## Betydande welfare
| Släktens viktigaste medlemmar                                          |                         |                                                    |
| i Västfrankiska rikets och Burgunds historia                           |                         |                                                    |
| Namn                                                                   | Regering                | Anmärkningar                                       |
| Hugo Abbas                                                             |                         | (död 866) lärare till kungarna Odo och Robert      |
| Rudolf I, kung av Övre Burgund                                         | 888–912                 |                                                    |
| Rudolf II, kung av Övre Burgund                                        | 912–937                 | kung av Italien 922–926, av Nedre Burgund från 930 |
| Konrad III den fridfulle, kung av Burgund                              | 937/951–993             |                                                    |
| Rudolf III, kung av Burgund                                            | 993–1032                |                                                    |
| i Tysk-romerska rikets historia                                        |                         |                                                    |
| Namn                                                                   | Regering                | Anmärkningar                                       |
| Welf III, hertig av Kärnten                                            | 1047–1055               |                                                    |
| Welf IV., hertig av Bayern                                             | 1070–1077 och 1097–1101 |                                                    |
| Welf V, hertig av Bayern                                               | 1101–1120               |                                                    |
| Welf VI, hertig av Spoleto                                             | 1152–1191               |                                                    |
| Henrik den svarte, hertig av Bayern                                    | 1120–1126               |                                                    |
| Henrik den stolte, hertig av Bayern ________________ hertig av Sachsen | 1126–1138 1137–1139     |                                                    |
| Henrik Lejonet, hertig av Sachsen _______________ hertig av Bayern     | 1142–1180 1156–1180     |                                                    |
| Otto IV, tysk kung, från 1209 kejsare                                  | 1198–1218               |                                                    |
| i Storbritanniens och Irlands historia                                 |                         |                                                    |
| Namn                                                                   | Regering                | Anmärkningar                                       |
| Georg I, kung                                                          | 1714–1727               |                                                    |
| Georg II, kung                                                         | 1727–1760               |                                                    |
| Georg III, kung                                                        | 1760–1820               |                                                    |
| Georg IV, kung                                                         | 1820–1830               |                                                    |
| Vilhelm IV, kung                                                       | 1830–1837               |                                                    |
| Viktoria, drottning                                                    | 1837–1901               |                                                    |
| i Hannovers historia                                                   |                         |                                                    |
| Namn                                                                   | Regering                | Anmärkningar                                       |
| Ernst August, kurfurste                                                | 1679–1698               |                                                    |
| Georg I Ludvig, kurfurste                                              | 1698–1727               |                                                    |
| Georg II, kurfurste                                                    | 1727–1760               |                                                    |
| Georg III, kung                                                        | 1760–1820               |                                                    |
| Georg IV, kung                                                         | 1820–1830               |                                                    |
| Vilhelm, kung                                                          | 1830–1837               |                                                    |
| Ernst August, kung                                                     | 1837–1851               |                                                    |
| Georg V, kung                                                          | 1851–1866               |                                                    |